# ماریو پوکار
ماریو پوکار (زاده ۱۸ ژانویه ۱۹۹۰)، بازیکن فوتبال آلمانی است که به عنوان هافبک هجومی برای اف۹۱ دودلانژ بازی می‌کند. 